# Kościół Ewangelicko-Metodystyczny w Bydgoszczy
Kościół Ewangelicko-Metodystyczny w Bydgoszczy – kościół parafialny zboru metodystycznego w Bydgoszczy.

## Położenie
Kościół znajduje się przy ul. Pomorskiej 41 w Śródmieściu Bydgoszczy.

## Historia
Budynek kościoła powstał w 1883 jako kompleks sakralno-mieszkalny dla miejscowego zboru baptystycznego. Nie jest znany autor projektu budowli. Po wytyczeniu w 1894 ulicy Cieszkowskiego, świątynia zamknęła jej perspektywę zachodnią.
Do 1945 kościół służył w większości niemieckojęzycznemu zborowi baptystycznemu.
W 1946 władze miejskie przydzieliły opuszczoną świątynię Kościołowi Metodystycznemu, którego bydgoski zbór istniał od 1935, lecz nie posiadał wcześniej własnej kaplicy.
Zaniedbany przez lata wojny kościół nie mógł w pełni sprostać swym zadaniom, toteż potrzeba jego remontu stała się coraz bardziej paląca. Gruntowna renowacja obiektu stała się możliwa w latach 1966-1968, dzięki pomocy finansowej Światowej Rady Kościołów w Genewie. Wymieniono wówczas pokrycie dachowe obiektu, odmalowano i wyposażono wnętrze kościoła, a modernizacja wystroju na wzór nowoczesnej architektury sakralnej w krajach protestanckich przyczyniła się do tego, że świątynia bydgoskiego zboru, poświęcona w listopadzie 1968, stała się najnowocześniejsza w całym polskim Kościele metodystycznym.

## Architektura
Zewnętrzna forma kościoła prezentuje formy historyzujące z przewagą neogotyku.
Część sakralną stanowi trójnawowa kaplica z przylegającymi od frontu dwiema wieżami zwieńczonymi ostrosłupowymi hełmami. Reminiscencję gotyku stanowią olbrzymie, ostrołukowe okna, blendy i portal. Do typowo włoskich motywów należą natomiast: rozeta w fasadzie oraz fryz arkadkowy obiegający szczyt frontu. W czasie wznoszenia budynku nie zrealizowano maswerków w oknach elewacji bocznych, co zubożyło dekorację architektoniczną. W kaplicy znajduje się amfiteatralna empora przeznaczona dla chóru muzycznego, na której znajdują się małe, ośmiogłosowe organy firmy Sauer z roku 1985. Pod częścią prezbiterialną kaplicy zachowano oryginalny basen chrzcielny baptystów (baptysterium), obecnie nie wykorzystywany. Krępe proporcje bryły świątyni oraz duże partie płaskich, nietynkowanych ścian zbliżają budowlę do obiektów romańskich.
Wewnątrz znajduje się czterokrotnie przełamany strop, który optycznie powiększa wnętrze. W centralnym miejscu nawy głównej dominuje prosty, podświetlony krzyż. 
Kościół charakteryzuje się dobrą akustyką, a zmodernizowany wystrój i wyposażenie sprawiły, że świątynia uznawana jest za najnowocześniejszą w całym polskim Kościele Ewangelicko-Metodystycznym. Od północnego zachodu, do części sakralnej przylega ponadto czterokondygnacyjna część mieszkalna, nakryta niskim dachem dwuspadowym.